# Delray Beach
Delray Beach je pobřežní město ve Spojených státech amerických. Nachází se v okrese Palm Beach County ve státě Florida na pobřeží Atlantského oceánu. Ve městě žije přibližně 67 tisíc obyvatel a jeho rozloha činí 42,1 km². Leží v metropolitní oblasti města Miami asi 83 kilometrů severně od Miami jižně od Boynton Beach a severně od Boca Raton. 
Svůj název nese po městě Delray v Michiganu. V roce 2020 tvořili asi 57 % obyvatel běloši, 25 % Afroameričané, 12 % Hispánci a 2 % Asiaté. V oblasti, kde se město nachází, panuje ekvatoriální podnebí.

## Rodáci
- Coco Gauffová (* 2004) – americká tenistka

## Partnerská města
- Naharija, Izrael
- Mijazu, Japonsko